# Electricity Generating Authority of Thailand
L'Electricity Generating Authority of Thailand ou EGAT, (thaï : การไฟฟ้าฝ่ายผลิตแห่งประเทศไทย), est une entreprise d'état qui possède et opère la majorité de la capacité de production électrique de la Thaïlande, ainsi que le réseau électrique national.
L'EGAT est dirigée par le ministère de l'Énergie.
L'essentiel de l'énergie de l'EGAT est vendu à la Metropolitan Electricity Authority (MEA) qui alimente la région de Bangkok et à la Provincial Electricity Authority (PEA) qui  alimente le reste de la Thaïlande.